# 音色 (KREVAの曲)
「音色」（ねいろ）は、日本のヒップホップMC、KREVAのメジャー・デビュー・シングル。発売元はポニーキャニオン。

## 概要
9月8日を「クレバの日」と銘打ち発売。現時点でリリースされているシングルの中で最高セールスを誇る。
ポニーキャニオンのレーベル、Knife Edgeとして最初のシングルである。
「音色」より先にインディーズから「希望の炎」がリリースされているが、レコーディングは「音色」の方が先に行われている。最初に録音した楽曲をメジャー・デビュー作として出したかった意向からメジャー・デビュー作が「音色」となった。
「音色」に歌詞についてKREVAは「シンプルに韻踏むことを心掛けた」と語っており、KICK THE CAN CREW内での押韻と差別化したという。たくさんの人にわかりやすく届けたいという想いも込められているという。
阪神タイガースの鳥谷敬が2005年に阪神甲子園球場の打席に入る際のテーマソングとして使用していた。
2025年2月1日放送のフジテレビ系『MUSIC FAIR』で「音色」が披露された。

## ミュージック・ビデオ
MVは「音色」と「音色 Remix」が作られているが、『チャートバスターズK!』には「音色」のMVのみしか収録されていない。

## 収録曲
全作詞・作曲・編曲：KREVA
1. 音色
2. 音色　Remix
3. コントロール
4. 音色　Instrumental
5. 音色　Remix　Instrumental
6. コントロール　Instrumental

## タイアップ
- 「音色 Remix」　江崎グリコ「ポッキー」SSTV限定CMソング

## 収録アルバム
- 新人クレバ（表記はないが、イントロダクションが異なるアルバム・バージョン）
- クレバのベスト盤
- KX

## 音色 〜2019 Ver.〜
2019年1月15日に音色をリメイクした「音色 〜2019 Ver.〜」が配信でリリースされた。ソロデビュー15周年イヤーとして行われた9ヶ月連続リリースの第一弾である。元々の音色はサンプラーで制作されたが、本作ではバンドサウンドでの新たなレコーディングが行われている。本作のレコーディングにはKREVAライブでのバックバンドとしても参加しているKREBANDのメンバー（柿崎洋一郎、近田潔人、岡雄三、白根佳尚）に加えて、金原千恵子が参加。
曲が完成した際にKREVAは音色を求めて街を彷徨う風景が浮かんだという。そこが日本ではなくどこかヨーロッパの街だったといい、そのことをスタッフにそのことを話をした後にイギリス・ロンドンの街中でのMV撮影が実現した。大喜多正毅が監督を担い、撮影は音源発売後の2019年2月の頭に行われ、同月の終わりに公開された。
2019年3月3日にAbemaTVにて生放送で配信された『7.2 新しい別の窓 #12』にゲスト出演。稲垣吾郎、草彅剛、香取慎吾とコラボし、音色 〜2019 Ver.〜を披露した。同年7月5日放送のテレビ朝日系『ミュージックステーション』の2時間スペシャル、9月18日放送の日本テレビ系『スッキリ』、12月27日放送のテレビ朝日系『テレビ朝日開局60周年記念 ミュージックステーション ウルトラスーパーライブ2019』でも「音色 〜2019 Ver.〜」を歌唱した。
収録曲
| #         | タイトル               | 作詞      | 作曲      | 時間 |
| --------- | ---------------------- | --------- | --------- | ---- |
| 1.        | 「音色 〜2019 Ver.〜」 | KREVA     | KREVA     | 5:04 |
| 合計時間: | 合計時間:              | 合計時間: | 合計時間: | 5:04 |

## その他
2018年、當山みれいが発売したアルバム『Answer』に「音色」のアンサーソングである「音色 Regards」が収録された。